# Списак победника Отвореног првенства Француске у тенису — жене појединачно
Ролан Гарос или „Отворено првенство Француске Ролан Гарос” (фр. Internationaux de France de Roland-Garros) име је тениског турнира у Паризу, који спада у серију Гренд слем турнира. Име је добио по славном француском пилоту из Првог светског рата.
Традиционално се одржава између средине маја и почетка јуна на теренима са шљаком у Паризу, Француска, од 1891. године, најпре као Првенство Француске а од 1925. године, као међународни турнир Отворено првенство Француске. Други је Гренд слем у сезони (после Аустралиан Опена, а пре Вимблдона.)
У следећој табели дат је преглед резултата свих финалних мечева овог турнира од тренутка када је постао међународни 1925. до данас у дисциплини жене појединачно.

## Победнице
| Година   | Победница                                       | Финалисткиња                                  | Резултат           |
| 1925.    | Сизан Ланглан · Француска                       | Кити Макејн Годфри · Уједињено Краљевство     | 6:1, 6:2           |
| 1926.    | Сизан Ланглан · Француска                       | Мери Браун · Сједињене Државе                 | 6:1, 6:0           |
| 1927.    | Кија Бауман · Холандија                         | Ајрин Пикок · Јужна Африка                    | 6:2, 6:4           |
| 1928.    | Хелен Вилс Муди · Сједињене Државе              | Ајлин Бенет Витингстал · Уједињено Краљевство | 6:1, 6:2           |
| 1929.    | Хелен Вилс Муди · Сједињене Државе              | Симон Матје · Француска                       | 6:3, 6:4           |
| 1930.    | Хелен Вилс Муди · Сједињене Државе              | Хелен Хал Џејкобс · Сједињене Државе          | 6:2, 6:1           |
| 1931.    | Кили Аусем · Немачка                            | Бети Натал Шумакер · Уједињено Краљевство     | 8:6, 6:1           |
| 1932.    | Хелен Вилс Муди · Сједињене Државе              | Симон Матје · Француска                       | 7:5, 6:1           |
| 1933.    | Маргарет Скривен Вивијан · Уједињено Краљевство | Симон Матје · Француска                       | 6:2, 4:6, 6:4      |
| 1934.    | Маргарет Скривен Вивијан · Уједињено Краљевство | Хелен Хал Џејкобс · Сједињене Државе          | 7:5, 4:6, 6:1      |
| 1935.    | Хилде Кравинкл Шперлинг · Трећи рајх            | Симон Матје · Француска                       | 6:2, 6:1           |
| 1936.    | Хилде Кравинкл Шперлинг · Трећи рајх            | Симон Матје · Француска ·                     | 6:3, 6:4           |
| 1937.    | Хилде Кравинкл Шперлинг · Трећи рајх            | Симон Матје · Француска                       | 6:2, 6:4           |
| 1938.    | Симон Матје · Француска                         | Нели Адамсон Ландри · Француска               | 6:0, 6:3           |
| 1939.    | Симон Матје · Француска                         | Јадвига Једжејовска · Пољска                  | 6:3, 8:6           |
| 1940.    | Други светски рат                               | Други светски рат                             | Други светски рат  |
| 1941.    | Други светски рат                               | Други светски рат                             | Други светски рат  |
| 1942.    | Други светски рат                               | Други светски рат                             | Други светски рат  |
| 1943.    | Други светски рат                               | Други светски рат                             | Други светски рат  |
| 1944.    | Други светски рат                               | Други светски рат                             | Други светски рат  |
| 1945.    | Други светски рат                               | Други светски рат                             | Други светски рат  |
| 1946.    | Маргарет Озборн Дупонт · Сједињене Државе       | Полин Бец Ади · Сједињене Државе              | 1:6, 8:6, 7:5      |
| 1947.    | Пет Канинг Тод · Сједињене Државе               | Дорис Харт · Сједињене Државе                 | 6:3, 3:6, 6:4      |
| 1948.    | Нели Адамсон Ландри · Француска                 | Ширли Фрај Ирвин · Сједињене Државе           | 6:2, 0:6, 6:0      |
| 1949.    | Маргарет Озборн Дупонт · Сједињене Државе       | Нели Адамсон Ландри · Француска               | 7:5, 6:2           |
| 1950.    | Дорис Харт · Сједињене Државе                   | Пет Канинг Тод · Сједињене Државе             | 6:4, 4:6, 6:2      |
| 1951.    | Ширли Фрај Ирвин · Сједињене Државе             | Дорис Харт · Сједињене Државе                 | 6:3, 3:6, 6:3      |
| 1952.    | Дорис Харт · Сједињене Државе                   | Ширли Фрај Ирвин · Сједињене Државе           | 6:4, 6:4           |
| 1953.    | Морин Коноли Бринкер · Сједињене Државе         | Дорис Харт · Сједињене Државе                 | 6:2, 6:4           |
| 1954.    | Морин Коноли Бринкер · Сједињене Државе         | Женет Жикер · Француска                       | 6:4, 6:1           |
| 1955.    | Анџела Мортимер Барет · Уједињено Краљевство    | Дороти Хед Ноуд · Сједињене Државе            | 2:6, 7:5, 10:8     |
| 1956.    | Алтеа Гибсон · Сједињене Државе                 | Анџела Мортимер Барет · Уједињено Краљевство  | 6:0, 12:10         |
| 1957.    | Ширли Блумер Брашер · Уједињено Краљевство      | Дороти Хед Ноуд · Сједињене Државе            | 6:1, 6:3           |
| 1958.    | Жужи Кормочи · Мађарска                         | Ширли Блумер Брашер · Уједињено Краљевство    | 6:4, 1:6, 6:2      |
| 1959.    | Кристина Труман Џејнс · Уједињено Краљевство    | Жужи Кормочи · Мађарска                       | 6:4, 7:5           |
| 1960.    | Дарлин Хард · Сједињене Државе                  | Јола Рамирез Очоа · Мексико                   | 6:3, 6:4           |
| 1961.    | Ен Хејдон-Џоунс · Уједињено Краљевство          | Јола Рамирез Очоа · Мексико                   | 6:2, 6:1           |
| 1962.    | Маргарет Смит Корт · Аустралија                 | Лесли Тарнер Баури · Аустралија               | 6:3, 3:6, 7:5      |
| 1963     | Лесли Тарнер Баури · Аустралија                 | Ен Хејдон Џоунс · Уједињено Краљевство        | 2:6, 6:3, 7:5      |
| 1964.    | Маргарет Смит Корт · Аустралија                 | Марија Буено · Бразил                         | 5:7, 6:1, 6:2      |
| 1965.    | Лесли Тарнер Баури · Аустралија                 | Маргарет Смит Корт · Аустралија               | 6:3, 6:4           |
| 1966.    | Ен Хејдон Џоунс · Уједињено Краљевство          | Ненси Ричи Гантер · Сједињене Државе          | 6:3, 6:1           |
| 1967.    | Франсоаз Дир · Француска                        | Лесли Тарнер Баури · Аустралија               | 4:6, 6:3, 6:4      |
| Опен ера |                                                 |                                               |                    |
| 1968.    | Ненси Ричи Гантер · Сједињене Државе            | Ен Хејдон Џоунс · Уједињено Краљевство        | 5:7, 6:4, 6:1      |
| 1969.    | Маргарет Смит Корт · Аустралија                 | Ен Хејдон Џоунс · Уједињено Краљевство        | 6:1, 4:6, 6:3      |
| 1970.    | Маргарет Смит Корт · Аустралија                 | Хелга Нисен Мастхоф · Немачка                 | 6:2, 6:4           |
| 1971.    | Ивон Гулагонг Коли · Аустралија                 | Хелен Горли Коли · Аустралија                 | 6:3, 7:5           |
| 1972.    | Били Џин Кинг · Сједињене Државе                | Ивон Гулагонг Коли · Аустралија               | 6:3, 6:3           |
| 1973.    | Маргарет Смит Корт · Аустралија                 | Крис Еверт · Сједињене Државе                 | 6:7, 7:6, 6:4      |
| 1974.    | Крис Еверт · Сједињене Државе                   | Олга Морозова · Совјетски Савез               | 6:1, 6:2           |
| 1975.    | Крис Еверт · Сједињене Државе                   | Мартина Навратилова · Чехословачка            | 2:6, 6:2, 6:1      |
| 1976.    | Сју Баркер · Уједињено Краљевство               | Рената Томанова · Чехословачка                | 6:2, 0:6, 6:2      |
| 1977.    | Мима Јаушовец · СФРЈ                            | Флоренца Михај · Румунија                     | 6:2, 6:7, 6:1      |
| 1978.    | Вирџинија Ружичи · Румунија                     | Мима Јаушовец · СФРЈ                          | 6:2, 6:2           |
| 1979.    | Крис Еверт · Сједињене Државе                   | Венди Тернбул · Аустралија                    | 6:2, 6:0           |
| 1980.    | Крис Еверт · Сједињене Државе                   | Вирџинија Ружичи · Румунија                   | 6:0, 6:3           |
| 1981.    | Хана Мандликова · Чехословачка                  | Силвија Ханика · Немачка                      | 6:2, 6:4           |
| 1982.    | Мартина Навратилова · Сједињене Државе          | Андреа Јегер · Сједињене Државе               | 7:6, 6:1           |
| 1983.    | Крис Еверт · Сједињене Државе                   | Мима Јаушовец · СФРЈ                          | 6:1, 6:2           |
| 1984.    | Мартина Навратилова (2) · Сједињене Државе      | Крис Еверт · Сједињене Државе                 | 6:3, 6:1           |
| 1985.    | Крис Еверт · Сједињене Државе                   | Мартина Навратилова · Сједињене Државе        | 6:3, 6:7(4), 7:5   |
| 1986.    | Крис Еверт (7) · Сједињене Државе               | Мартина Навратилова · Сједињене Државе        | 2:6, 6:3, 6:3      |
| 1987.    | Штефи Граф · Немачка                            | Мартина Навратилова · Сједињене Државе        | 6:4, 4:6, 8:6      |
| 1988.    | Штефи Граф · Немачка                            | Наталија Зверева · Совјетски Савез            | 6:0, 6:0           |
| 1989.    | Аранча Санчез Викарио · Шпанија                 | Штефи Граф · Немачка                          | 7:6(6), 3:6, 7:5   |
| 1990.    | Моника Селеш · СФРЈ                             | Штефи Граф · Немачка                          | 7:6(6), 6:4        |
| 1991.    | Моника Селеш · СФРЈ                             | Аранча Санчез Викарио · Шпанија               | 6:3, 6:4           |
| 1992.    | Моника Селеш (3) · СР Југославија               | Штефи Граф · Немачка                          | 6:2, 3:6, 10:8     |
| 1993.    | Штефи Граф · Немачка                            | Мери Џо Фернандез · Сједињене Државе          | 4:6, 6:2, 6:4      |
| 1994.    | Аранча Санчез Викарио · Шпанија                 | Мери Пирс · Француска                         | 6:4, 6:4           |
| 1995.    | Штефи Граф · Немачка                            | Аранча Санчез Викарио · Шпанија               | 7:5, 4:6, 6:0      |
| 1996.    | Штефи Граф · Немачка                            | Аранча Санчез Викарио · Шпанија               | 6:3, 6:7(4), 10:8  |
| 1997.    | Ива Мајоли · Хрватска                           | Мартина Хингис · Швајцарска                   | 6:4, 6:2           |
| 1998.    | Аранча Санчез Викарио (3) · Шпанија             | Моника Селеш · Сједињене Државе               | 7:6(5), 0:6, 6:2   |
| 1999.    | Штефи Граф (6) · Немачка                        | Мартина Хингис · Швајцарска                   | 4:6, 7:5, 6:2      |
| 2000.    | Мери Пирс · Француска                           | Кончита Мартинез · Шпанија                    | 6:2, 7:5           |
| 2001.    | Џенифер Капријати · Сједињене Државе            | Ким Клајстерс · Белгија                       | 1:6, 6:4, 12:10    |
| 2002.    | Серена Вилијамс · Сједињене Државе              | Винус Вилијамс · Сједињене Државе             | 7:5, 6:3           |
| 2003.    | Жистин Енен Арден · Белгија                     | Ким Клајстерс · Белгија                       | 6:0, 6:4           |
| 2004.    | Анастасија Мискина · Русија                     | Јелена Дементјева · Русија                    | 6:1, 6:2           |
| 2005.    | Жистин Енен Арден · Белгија                     | Мери Пирс · Француска                         | 6:1, 6:1           |
| 2006.    | Жистин Енен Арден · Белгија                     | Светлана Кузњецова · Русија                   | 6:4, 6:4           |
| 2007.    | Жистин Енен (4) · Белгија                       | Ана Ивановић · Србија                         | 6:1, 6:2           |
| 2008.    | Ана Ивановић · Србија                           | Динара Сафина · Русија                        | 6:4, 6:3           |
| 2009.    | Светлана Кузњецова · Русија                     | Динара Сафина · Русија                        | 6:4, 6:2           |
| 2010.    | Франческа Скјавоне · Италија                    | Саманта Стосур · Аустралија                   | 6:4, 7:6(2)        |
| 2011.    | Ли На · Кина                                    | Франческа Скјавоне · Италија                  | 6:4, 7:6(0)        |
| 2012.    | Марија Шарапова · Русија                        | Сара Ерани · Италија                          | 6:3, 6:2           |
| 2013.    | Серена Вилијамс (2) · Сједињене Државе          | Марија Шарапова · Русија                      | 6:4, 6:4           |
| 2014.    | Марија Шарапова · Русија                        | Симона Халеп · Румунија                       | 6:3, 6:2           |
| 2015.    | Серена Вилијамс · Сједињене Државе              | Луција Шафаржова · Чешка                      | 6:3, 6:7(2:7), 6:2 |
| 2016.    | Гарбиње Мугуруза · Шпанија                      | Серена Вилијамс · Сједињене Државе            | 7:5, 6:4           |
| 2017.    | Јелена Остапенко · Летонија                     | Симона Халеп · Румунија                       | 4:6, 6:4, 6:3      |
| 2018.    | Симона Халеп · Румунија                         | Слоун Стивенс · Сједињене Државе              | 3:6, 6:4, 6:1      |
| 2019.    | Ешли Барти · Аустралија                         | Маркета Вондроушова · Чешка                   | 6:1, 6:3           |
| 2020.    | Ига Свјонтек · Пољска                           | Софија Кенин · Сједињене Државе               | 6:4, 6:1           |
| 2021.    | Барбора Крејчикова · Чешка                      | Анастасија Пављученкова · Русија              | 6:1, 2:6, 6:4      |
| 2022.    | Ига Свјонтек · Пољска                           | Коко Гоф · Сједињене Државе                   | 6:1, 6:3           |
| 2023.    | Ига Свјонтек · Пољска                           | Каролина Мухова · Чешка                       | 6:2, 5:7, 6:4      |
| 2024.    | Ига Свјонтек · Пољска                           | Жасмин Паолини · Италија                      | 6:2, 6:1           |
| 2025.    | Коко Гоф · Сједињене Државе                     | Арина Сабаленка · Белорусија                  | 6:7(5:7), 6:2, 6:4 |